# Komárov (Toužim)
Komárov (německy Kumerau) je vesnice, část města Toužim v okrese Karlovy Vary v Karlovarském kraji. Nachází se asi šest kilometrů východně od Toužimi. Komárov leží v katastrálním území Komárov u Štědré o rozloze 9,26 km². Na území sídla se nachází rekreační osada Hrádek, vzniklá na místě zaniklé sklárny Na Hrádku (Glashütte Schlössles) a zaniklá osada Rozporenské Domky (Rossborner Waldhäuseln). Komárov leží na západním okraji Štěderské pánve.

## Historie
Ves středověkého založení náležela k sousednímu rytířskému panství Prohořský Hrádek, později byla také součástí toužimského panství. První písemná zmínka pochází z roku 1358, kdy je zde připomínán kostel. Vrchnost (hrabě Karel z Kokořova) založila v roce 1827 jižně od vsi sklárnu, která ukončila provoz 8. března 1926. V první polovině 20. století proběhly pokusy o dolování hnědého uhlí. Po roce 1945 došlo k vysídlení německého obyvatelstva a dosídlení obce českým obyvatelstvem.

## Obyvatelstvo
Při sčítání lidu v roce 1921 zde žilo 286 obyvatel (z toho 131 mužů), z nichž bylo 85 Čechoslováků a 201 Němců. Kromě jednoho žida a 66 lidí bez vyznání se hlásili k římskokatolické církvi. Podle sčítání lidu z roku 1930 měla vesnice 224 obyvatel: 37 Čechoslováků, 186 Němců a jednoho cizince. Výrazně převažovala římskokatolická většina, ale žili zde také tři evangelíci, jeden člen církve československé, čtyři příslušníci jiných nezjišťovaných církví a patnáct lidí bez vyznání.
| Rok            | 1869 | 1880 | 1890 | 1900 | 1910 | 1921 | 1930 | 1950 | 1961 | 1970 | 1980 | 1991 | 2001 | 2011 | 2021 |
| -------------- | ---- | ---- | ---- | ---- | ---- | ---- | ---- | ---- | ---- | ---- | ---- | ---- | ---- | ---- | ---- |
| Počet obyvatel | 207  | 322  | 312  | 296  | 316  | 286  | 224  | 107  | 90   | 88   | 87   | 68   | 61   | 67   | 74   |
| Počet domů     | 33   | 37   | 39   | 42   | 44   | 43   | 48   | 31   | 21   | 25   | 23   | 28   | 30   | 31   | 33   |

## Obecní správa
Při sčítání lidu v letech 1869–1974 Komárov byl samostatnou obcí, se kterým patřil nejprve do okresu Žlutice, ale v roce 1950 v okrese Toužim a od roku 1960 v okrese Karlovy Vary. Od 1. ledna 1975 je částí města Toužim v okrese Karlovy Vary. V letech 1961–1974 k obci patřil Smilov.

## Pamětihodnosti
Sídlo s dochovanou obdélnou návsí, s dominantou bývalého farního kostela sv. Vavřince, zbytky lidové architektury, mezi nimiž se nachází i jedna z nejstarších staveb tohoto druhu v ČR.
- Kostel svatého Vavřince – v jádru gotický, barokně upravený v 18. století, s barokním (ale již ukradeným) mobiliářem
- Návesní kaplička
- Usedlost čp. 14 – obytné stavení s místně typickým hrázděným polopatrem
- Bývalá rychta čp. 12 – pozůstatek pozdně středověké, barokně a novodobě upravované rychty s krčmou. Jedna z nejstarších dochovaných staveb lidové architektury v ČR, s unikátním středověkým "kamenným" stropem (trámový strop s kamenným záklopem) po roce 1484.
- Smírčí kříž